# Малая Соборная улица (Екатеринбург)
Ма́лая Собо́рная у́лица — исчезнувшая улица в жилом районе «Центральный» Кировского административного района Екатеринбурга.

## Происхождение названия
Название Малая Соборная улица получила по собору во имя Святой Великомученицы Екатерины (Екатерининский горный собор).

## История
Короткая по длине улица возникла в 1730-е годы как восточная граница Асессорской слободы. Проходила по западной части Нуровского сквера параллельно оси Соборной улицы между Главным проспектом (современный проспект Ленина) и Почтовым переулком. Улица сохраняла своё значение до середины XIX века; она обозначена на генеральном плане Екатеринбурга 1804 года и плане 1810 года, но на плане 1845 года уже отсутствует. Снос обветшалой застройки между Малой Соборной и Соборной улицами позволил организовать в центре Екатеринбурга Нуровский сквер, который сохранился до современности.